# Alresford Town F.C.
Câu lạc bộ bóng đá Alresford Town là một câu lạc bộ bóng đá có trụ sở tại New Alresford, Hampshire, Anh. Trực thuộc Hampshire FA, đội hiện là thành viên của Wessex League Division One và thi đấu tại Alrebury Park.

## Lịch sử
Đội Alresford Town ban đầu được thành lập vào năm 1898 và là thành viên của Winchester & District League. Câu lạc bộ hiện đại được thành lập vào năm 1989 và gia nhập North Hants League. Sau khi kết thúc với vị trí á quân trong mùa giải đầu tiên của mình, đội chuyển lên Division Two của Hampshire League. Câu lạc bộ là Á quân của Division Two vào mùa giải 1990-91, giành quyền thăng hạng thứ hai liên tiếp lên Division One. Tuy nhiên, sau khi xếp thứ hai từ dưới lên của Division One mùa giải 1994-95, đội lại bị xuống hạng trở lại Division Two. Vào cuối mùa giải tiếp theo, câu lạc bộ rời đi để gia nhập lại North Hants League.
Alresford là nhà vô địch North Hants League 1999-2000 và trở lại Division Two của Hampshire League. Sau khi về nhì ở Division Two mùa giải 2001-02 họ được thăng hạng lên Division One. Năm 2004, Hampshire League sáp nhập vào Wessex League, với câu lạc bộ trở thành thành viên của Division Two mới. Hạng đấu được đổi tên thành Division One vào năm 2006 và Alresford đã về nhì trong mùa giải 2006-07, earning promotion to the Premier Division. Sau năm mùa giải ở bảng dưới trung bình, câu lạc bộ là á quân Premier Division 2012-13, một mùa giải chứng kiến đội giành chức vô địch Hampshire League (đánh bại AFC Bournemouth trong trận chung kết), Wessex League Cup và North Hants Senior Cup. Họ lại là á quân của Premier Division vào mùa giải tiếp theo, cũng giành được League Cup và North Hants Senior Cup, cũng như giành được Aldershot Senior Cup.
Mùa giải 2018-19 Alresford đã giành chức vô địch Southampton Senior Cup, đánh bại AFC Stoneham 3-0 trong trận chung kết. Mùa giải 2019-20 bị bỏ dở do đại dịch COVID-19 với việc Alresford đứng đầu Premier Division.

### Thành tích từng mùa giải
| Mùa giải  | Hạng đấu                       | Thứ hạng | Sự kiện chính       |
| --------- | ------------------------------ | -------- | ------------------- |
| 1989-90   | North Hants League             | 2        | Thăng hạng          |
| 1990-91   | Hampshire League Division Two  | 2/18     | Thăng hạng          |
| 1991-92   | Hampshire League Division One  | 15/18    |                     |
| 1992-93   | Hampshire League Division One  | 15/17    |                     |
| 1993-94   | Hampshire League Division One  | 16/20    |                     |
| 1994-95   | Hampshire League Division One  | 19/20    | Xuống hạng          |
| 1995-96   | Hampshire League Division Two  | 16/18    | Xuống hạng          |
| 1996-97   | North Hants League             |          |                     |
| 1997-98   | North Hants League             |          |                     |
| 1998-99   | North Hants League             |          |                     |
| 1999-2000 | North Hants League             | 1        | Champions, promoted |
| 2000-01   | Hampshire League Division Two  | 3/16     |                     |
| 2001-02   | Hampshire League Division Two  | 2/16     | Thăng hạng          |
| 2002-03   | Hampshire League Division One  | 11/15    |                     |
| 2003-04   | Hampshire League Division One  | 8/14     |                     |
| 2004-05   | Wessex League Division Two     | 10/22    |                     |
| 2005-06   | Wessex League Division Two     | 20/22    |                     |
| 2006-07   | Wessex League Division One     | 2/19     | Thăng hạng          |
| 2007-08   | Wessex League Premier Division | 21/23    |                     |
| 2008-09   | Wessex League Premier Division | 17/22    |                     |
| 2009-10   | Wessex League Premier Division | 17/22    |                     |
| 2010-11   | Wessex League Premier Division | 15/22    |                     |
| 2011-12   | Wessex League Premier Division | 15/22    |                     |
| 2012-13   | Wessex League Premier Division | 2/21     |                     |
| 2013-14   | Wessex League Premier Division | 2/22     |                     |
| 2014-15   | Wessex League Premier Division | 16/21    |                     |
| 2015-16   | Wessex League Premier Division | 20/21    |                     |
| 2016-17   | Wessex League Premier Division | 5/22     |                     |
| 2017-18   | Wessex League Premier Division | 7/22     |                     |
| 2018-19   | Wessex League Premier Division | 12/22    |                     |

## Danh hiệu
- Wessex League
  - Vô địch League Cup 2012-13, 2013-14
- North Hants League
  - Vô địch 1999-2000
- Hampshire Senior Cup
  - Vô địch 2012-13
- North Hants Senior Cup
  - Vô địch 2012-13, 2013-14
- Aldershot Senior Cup
  - Vô địch 2013-14
- Southampton Senior Cup
  - Vô địch 2018-19

## Kỉ lục
- Thành tích tốt nhất tại Cúp FA: Vòng loại thứ hai, 2016-17[3]
- Thành tích tốt nhất tại FA Vase: Vòng Bốn, 2013-14[3]
- Kỉ lục số khán giả: 194 với Blackfield & Langley, Wessex League Premier Division, 2 tháng 5 năm 2013[8]